# Ланкос, Крис
Кристофер Джозеф Ланкос (англ. Christopher Joseph Lancos; род. 12 июля 1984, Глен-Дейл, Западная Виргиния) — американский футболист, защитник.

## Клубная карьера
Родился в Глен-Дейле, Западная Виргиния. В 2002 году поступил в Мэрилендский университет в Колледж-Парке. За футбольную команду университета провёл 93 матча, забив 7 голов и отдав 18 голевых передач. В выпускной год в составе «Террапинс» стал обладателем Кубка колледжей.
Ланкос был выбран под 41-м номером в 4-м раунде дополнительного драфта MLS 2006 года командой «Реал Солт-Лейк», но вместо этого решил подписать контракт с молодёжной командой немецкого клуба «Кайзерслаутерн», выступавшей в Региональной лиге. Дебютировал 19 февраля в матче против «Кобленца».
Ему разрешили расторгнуть контракт в начале января 2007 года, примерно через год, проведенный в Германии. Позже он присоединился к своей команде драфта, подписав контракт до конца сезона. Дебютировал 21 апреля в матче против «Чивас США», выйдя в стартовом составе и уйдя в перерыве на замену Эндрю Уильямсу. По окончании сезона покинул команду и завершил карьеру.

## Карьера в сборной
В 2001 году в составе юношеской сборной США отправился на чемпионат мира в Тринидад и Тобаго. На турнире дебютировал во втором матче группового этапа против сборной Франции, заменив на 70-й минуте Майка Маги. По итогам этапа американцы заняли последнее место в группе, ни набрав ни одного очка.